# Cohors II Gallorum Macedonica
Die Cohors II Gallorum [Macedonica] (deutsch 2. Kohorte der Gallier [Macedonica]) war eine römische Auxiliareinheit. Sie ist durch Militärdiplome und Inschriften belegt.

## Namensbestandteile
- Gallorum: der Gallier. Die Soldaten der Kohorte wurden bei Aufstellung der Einheit aus den verschiedenen Stämmen der Gallier auf dem Gebiet der römischen Provinz Gallia Lugdunensis rekrutiert.

- Macedonica: aus der Provinz Macedonia bzw. die Makedonische. Der Zusatz kommt in den Militärdiplomen von 93 bis 157 vor, vermutlich, um sie von der Cohors II Gallorum Pannonica zu unterscheiden.

Da es keine Hinweise auf die Namenszusätze milliaria (1000 Mann) und equitata (teilberitten) gibt, ist davon auszugehen, dass es sich um eine reine Infanterie-Kohorte, eine Cohors (quingenaria) peditata, handelt. Die Sollstärke der Einheit lag bei 480 Mann, bestehend aus 6 Centurien mit jeweils 80 Mann.

## Geschichte
Die Kohorte war in den Provinzen Macedonia, Moesia Superior und Dacia stationiert. Sie ist auf Militärdiplomen für die Jahre 93 bis 161 n. Chr. aufgeführt.
Die Einheit war zu einem unbestimmten Zeitpunkt in der Provinz Macedonia stationiert, wovon ihr späterer Beiname Macedonica abgeleitet wurde.
Der erste Nachweis der Einheit in der Provinz Moesia Superior beruht auf einem Diplom, das auf 93 datiert ist. In dem Diplom wird die Kohorte als Teil der Truppen aufgeführt (siehe Römische Streitkräfte in Moesia), die in der Provinz stationiert waren. Weitere Diplome, die auf 94 bis 100 datiert sind, belegen die Einheit in derselben Provinz.
Danach wurde die Kohorte in die Provinz Dacia verlegt, wo sie erstmals durch ein Diplom belegt ist, das auf 109 datiert ist. In dem Diplom wird die Kohorte als Teil der Truppen aufgeführt (siehe Römische Streitkräfte in Dacia), die in der Provinz stationiert waren. Weitere Diplome, die auf 110 bis 123 datiert sind, belegen die Einheit in derselben Provinz. Das Diplom von 123 zeigt, dass die Kohorte zu diesem Zeitpunkt in die Provinz Dacia Porolissensis abgeordnet war.
Zu einem unbestimmten Zeitpunkt wurde die Einheit dann wieder in die Provinz Moesia Superior verlegt, wo sie durch Diplome belegt ist, die auf 129 bis 161 datiert sind.

## Standorte
Standorte der Kohorte sind nicht bekannt.

## Angehörige der Kohorte
Folgende Angehörige der Kohorte sind bekannt:

### Kommandeure
| - L(ucius) Laberius []: er wird auf einem der Diplome von 157 (AE 2008, 1747) als Kommandeur der Kohorte genannt. | - Titus Varius Clemens, ein Präfekt (CIL 3, 5211, CIL 3, 5212, CIL 3, 5215). Er war auch Präfekt der Ala I Britannica und der Ala II Pannoniorum. |

## Weitere Kohorten mit der BezeichnungCohors II Gallorum
Es gab noch mindestens drei weitere Kohorten mit dieser Bezeichnung:
- die Cohors II Gallorum (Britannia). Sie ist durch Militärdiplome von 98 bis 178 belegt und war in der Provinz Britannia stationiert.
- die Cohors II Gallorum (Moesia). Sie ist durch Diplome von 92 bis 167/168 belegt und war in den Provinzen Moesia Inferior und Dacia Inferior stationiert.
- die Cohors II Gallorum Pannonica. Sie ist durch Diplome von 109 bis 179 belegt und war in den Provinzen Pannonia, Dacia und Moesia Superior stationiert.

Durch Militärdiplome ist auch belegt, dass eine Cohors II Gallorum in den Provinzen Mauretania Caesariensis und Raetia stationiert war. Die Kohorte in Raetien war zwischen 75/85 und 90 n. Chr. in Sorviodurum stationiert. Möglicherweise handelt es sich bei dieser Einheit um die Cohors II Gallorum (Moesia) oder die Cohors II Gallorum (Britannia).